# Сант-Анна-д’Альфаэдо
Сант-Анна-д’Альфаэдо (итал. Sant'Anna d'Alfaedo) — коммуна в Италии, располагается в провинции Верона области Венеция.
Население составляет 2600 человек (2008), плотность населения составляет 60 чел./км². Занимает площадь 44 км². Почтовый индекс — 37020. Телефонный код — 045.
Покровительницей коммуны почитается святая Анна, празднование 26 июля.

## Демография
Динамика населения:

## Администрация коммуны
- Официальный сайт: https://web.archive.org/web/20080827184131/http://www.comune.santannadalfaedo.vr.it/